# سد، ادلب
سد (به عربی: السد) یک روستا در سوریه است که در ناحیه محمبل واقع شده‌است. سد ۵۱۱ نفر جمعیت دارد.